# Malinauka Cielaszouskaja
Malinauka Cielaszouskaja (biał. Малінаўка Целяшоўская; ros. Малиновка Телешовская, Malinowka Tieleszowskaja; do 2008 biał. Малінаўка, Malinauka) – osiedle na Białorusi, w obwodzie homelskim, w rejonie homelskim, w sielsowiecie Ciareniczy.
19 czerwca 2008 osiedle zmieniło przynależność administracyjną z likwidowanego sielsowietu Cielaszy na sielsowiet Ciareniczy. Tym samym w sielsowiecie Ciareniczy były dwa osiedla nazywające się Malinauka. 16 września 2008 zmieniono nazwę osiedla z Malinauka na Malinauka Cielaszouskaja.